# Proč mají v zoologické zahradě klokana
Proč mají v zoologické zahradě klokana (1991) je výbor povídek Jiřího Suchého. Obsahuje 19 povídek již dříve vydaných i zcela nových. Knihu ilustroval František Viktor Sodoma.

## Povídky
- Park
- Proč mají v zoologické zahradě klokana
- Na naší zahrádce stával trpaslík
- Divný pohled
- Nahá
- Ideální člověk
- Pozor na úl
- Píseň doktora Smitha
- Velikonoce Kamila Morávka
- Smutná povídka
- Tak co, pane barone?
- Chudák Barnabáš
- Požár
- O těžkém životě plachého člověka
- Pepa se má k světu
- Pelargónie
- Slečna odnaproti
- Blues mrtvého pianisty
- Pan Vávra se rozhodl

## Nakladatelské údaje
- Jiří Suchý: Proč mají v zoologické zahradě klokana. Práce, Praha, 1991 ISBN 80-208-0202-9